# Centro Federal de Detención, Filadelfia

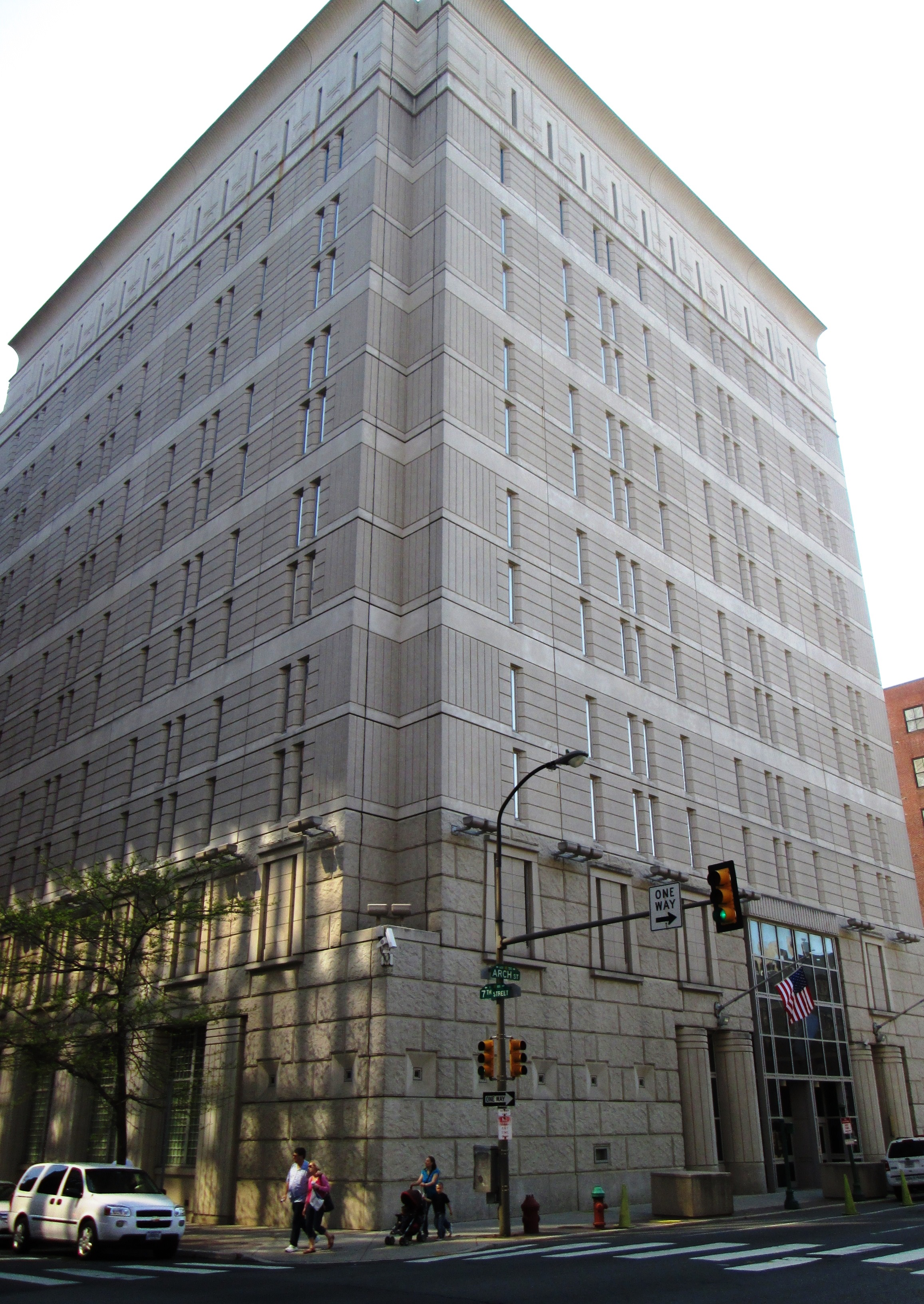
FDC Filadelfia

El Centro Federal de Detención, Filadelfia (Federal Detention Center, Philadelphia o FDC Philadelphia) es una cárcel federal en el distrito Center City en Filadelfia, Pensilvania, al lado del Edificio Federal William J. Green Jr. Como parte de la Agencia Federal de Prisiones (BOP), se abrió en el 1 de junio de 2000.